# Lucius-D.-Clay-Kaserne
Die Lucius-D.-Clay-Kaserne im Stadtteil Garlstedt der niedersächsischen Stadt Osterholz-Scharmbeck im gleichnamigen Landkreis nördlich von Bremen ist ursprünglich eine Kaserne der US-Army gewesen und nach dem US-amerikanischen General Lucius D. Clay benannt worden. Heute befindet sich dort die Logistikschule der Bundeswehr.

## Geschichte
Zur Zeit des Kalten Krieges wurde gemäß einer neuen NATO-Doktrin beschlossen, die 2nd Armored Division („Hell on wheels“) aus Texas nach Norddeutschland zu verlegen. Erste Pläne für einen Neubau eines US-Truppenstandortes in Garlstedt wurden 1975 bekannt. Während eine Veranstaltung der SPD wurde die Vereinigte Bürgerinitiative (VBI) gebildet, später noch die Bürgeraktion Garlstedter Heide (BAGH), sie organisierte für den Dezember desselben Jahres erste Demonstrationen. Die niedersächsische Landesregierung stimmt 1976 dem Vorhaben zur Stationierung von US-Truppen unter Auflagen zu, ebenso die VBI. Im Mai 1977 erfolgte die Grundsteinlegung zum Neubau der Kaserne und am 17. Oktober 1978 wurde die Kaserne an die 2nd Armored Division (Forward) übergeben. Gleichzeitig wurde der Kaserne der Name Lucius-D.-Clay-Kaserne verliehen. Es handelte sich um eine Einheit der 75. US-Brigade, einer Vorausabteilung der 2nd Armored Division („Hell on wheels“).
Ab dem 14. März 1979 waren sämtliche Verlegungen abgeschlossen und die 2nd Armored Division (Forward) einsatzbereit. Die Fluktuation der Vorausabteilung war sehr groß; von den Soldaten, die dort anfänglich ihren Dienst angetreten hatten, befand sich schon nach 18 Monaten kaum einer mehr in der Kaserne. In der Zeit von 1978 bis 1992 waren insgesamt 28.000 US-Soldaten in der Kaserne stationiert.
Im Dezember 1990 wurde die Brigade in den Irak verlegt, um an den Operationen „Desert Shield“ und „Desert Storm“ teilzunehmen. Von dort wurde die 2nd Armored Division (Forward) im September 1992 in die USA rückverlegt. Die geänderten politischen Rahmenbedingungen in Europa machten eine Präsenz in Deutschland nicht mehr erforderlich.
Im März 1993 übernahm die Bundeswehr in Form der Nachschubschule des Heeres die Kaserne. Heute befindet sich dort die Logistikschule der Bundeswehr als zentrale Aus-, Fort- und Weiterbildungsstätte des logistischen Fachpersonals aller Organisationsbereiche der Streitkräfte.

## Panzergleis
| Lageplan mit südlich liegendem Verladebahnhof und Panzergleis (östlich verlaufend auf Gleisstrecke nach Bremerhaven) |                      |                            |                 |
| Streckenlänge: | 9 km                 |                            |                 |
| Spurweite: | 1435 mm (Normalspur) |                            |                 |
| Zweigleisigkeit: | am Verladebahnhof    |                            |                 |
| |                      |                            |                 |
| \| \| \| Abzweig am Bhf Oldenbüttel \| 27 m \| \| \| ca. 1,475 km \| Oldenbüttler Weg \| 39 m \| \| \| ca. 0,470 km \| Heimelberg \| Heimelberg \| \| \| ca. 0,474 km \| Hülseberger Weg \| Hülseberger Weg \| \| \| ca. 1,256 km \| Dorfstraße \| Dorfstraße \| \| \| ca. 3,723 km \| Bremer Heerstraße \| 42 m \| \| \| ca. 1,271 km \| Endpunkt Verladebahnhof \| 40 m \| |                      |                            |                 |
| Abzweig quer und ehemals von rechts |                      | Abzweig am Bhf Oldenbüttel | 27 m            |
| Bahnübergang (Strecke außer Betrieb) | ca. 1,475 km         | Oldenbüttler Weg           | 39 m            |
| Bahnübergang (Strecke außer Betrieb) | ca. 0,470 km         | Heimelberg                 | Heimelberg      |
| Bahnübergang (Strecke außer Betrieb) | ca. 0,474 km         | Hülseberger Weg            | Hülseberger Weg |
| Strecke mit Straßenbrücke (Strecke außer Betrieb) | ca. 1,256 km         | Dorfstraße                 | Dorfstraße      |
| Strecke mit Straßenbrücke (Strecke außer Betrieb) | ca. 3,723 km         | Bremer Heerstraße          | 42 m            |
| Betriebs-/Güterbahnhof Streckenende (Strecke außer Betrieb) | ca. 1,271 km         | Endpunkt Verladebahnhof    | 40 m            |

### Planung
Parallel zum Bau der Kaserne wurde 1977 ebenfalls über den Bau eines Panzergleises mit anschließendem Verladebahnhof ⊙ südlich der Kaserne geplant. Die Trasse war 5 m breit und ca. 9 km lang. Sie zweigte in einer Verbindungskurve, vom nördlich kommenden Gleis aus Bremerhaven in südwestlicher Richtung vom Hauptgleis ab, verlief dann in westsüdwestlicher Richtung zunächst durch Felder und später durch ein größeres Waldstück bis zum Endpunkt „Eisenbahnverladestation Lucius D. Clay-Kaserne“ (offizieller Name und Schreibweise laut Bahnhofsschild). Die 18 m Höhenunterschied zwischen beiden Enden musste durch Geländeabtragungen und -auffüllungen ausgeglichen werden. Die dazu angekauften Flächen zerschnitten Feldstrukturen. Die Strecke wurde im Februar 1989 betriebsfertig an die US-Armee übergeben. Im März 1989 ging die erste Verladung von 4.000 Soldaten und 1.200 Fahrzeugen zum Truppenübungsplatz nach Grafenwöhr in Bayern. Es fuhren, sechs Tage lang, täglich vier Züge für diesen Transport. Für die kurze Nutzungszeit von gut drei Jahren wurden damals 20 Mio. DM investiert.

### Bürgerwiderspruch
Die Bahntrasse sollte der Versorgung und des Nachschubes dienen und die zwischen den US-Militär-Hafenanlagen (Port of Embarkation) in Bremerhaven und der Kaserne gelegenen Ortschaften und Dörfer verkehrstechnisch entlasten. Dies rief in der Bevölkerung heftigen Widerstand und Proteste hervor. Nach langem politischen und juristischem Tauziehen wurde 1979 eine Einigung erzielt. Das Planfeststellungsverfahren wurde 1980 eingeleitet. 1980 organisiert die BAGH die erste Demo mit mehr als 1.000 Teilnehmern. 1981 gehen über 500 Widersprüche zum Planfeststellungsverfahren ein. Die Osterdemo mit 3.000 Teilnehmern spaltet sich an der Frage der Widerstandsform und es kommt zur Gründung des Aktionskreises (AK) Panzertrasse. Es kommt wiederholt zu kleineren Sabotageaktionen. 1982 organisieren AK Panzertrasse, Krieg dem Krieg und BAGH/Bremer Friedensforum getrennte Demos, treffen sich danach aber zur gemeinsamen Abschlussveranstaltung mit 8.000 Teilnehmern vor dem Kasernentor. Bei der Großblockade 1984 gibt es mehrere Verletzte. 1985 beteiligen sich fast 5.000 Demonstranten am Ostermarsch. Einige Initiativler schlagen in Bäumen auf der geplanten Trasse Nägel ein um den Einschlag zu verhindern. Durch die Proteste, Demonstrationen, bei denen es zu Polizeieinsätzen mit Wasserwerfern kam, und Einsprüchen seitens Baugegnern und Naturschützern wurde der ursprünglich für 1981 geplante Baubeginn zunächst um ein Jahr verschoben. Die „AK Panzertrasse“ organisierte, zusammen mit dem Bremer Friedensforum, Blockadeplenum Hamburg und dem Hamburger Forum Friedenskoordination Osterholz 1984 eine Osterdemo mit Blockade der Kaserne. Die laufenden Gerichtsverfahren zogen sich dann noch bis Februar 1986 hin. Im selben Jahr begannen die ersten Rodungsarbeiten (ca. 12 ha) denen auch ca. 250 Jahre alte Bäume zum Opfer fielen und Hüttendörfer von Protestlern abgerissen wurden. 1988 kündigten mehrere Gegner der Trasse zum Eröffnungstermin erneut Demos an. Sie wollten ihren Unmut mit einer zugbegleitenden Wanderdemo zwischen dem Bahnhof Oldenbüttel und Verladebahnhof.

### Abriss, Nachnutzung und Aufforstung
Mit der Wende 1989 und dem Abbau von US-Truppen in Deutschland wurde die Kaserne 1992 mitsamt Panzergleis geschlossen. Die Bundeswehr als Nachfolgenutzer benötigte das Gleis nicht mehr, da sie dort keine Truppen- und Materialbewegungen vornahm. Sie befand sich im Besitz der Bundesanstalt für Immobilienaufgaben (BIma). Später entwidmete die Deutsche Bahn (DB) das Nebengleis und es wurde am Bahnhof Oldenbüttel vom Gleisnetz getrennt. Ein Recyclingunternehmer kaufte die Strecke, ohne den Verladebahnhof, 2009 von der BIma um sie für sein Unternehmen zu nutzen. Die Kosten für den Wiederanschluss ans Netz der DB wären jedoch sehr hoch gewesen und standen für ihn in keinem Verhältnis zum Nutzen. So verwarf er den Plan und verwertete die Strecke (Gleise, Schotter und Nebenbauten wie Trafohäuschen). Er plant weiterhin die Fläche danach wieder einzuebnen und an die ursprünglichen Besitzer (Landwirte und Forstbesitzer) zu verkaufen. In Teilen wird die Trasse als Off-Road-Fahrrad- und Wanderweg genutzt. 2014 wurde beschlossen die 16 m breite Schneise im Waldgebiet „Langes Holz“ zunächst auf einer Länge von 1.300 m wiederaufzuforsten. Sie soll nicht dem Bedarf von Nutzholz dienen, sondern erfüllt den Zweck der Beseitigung der in den 1980ern zugefügten Wunden an der Natur. Dem Forstamt Harsefeld gehören hier rund vier Kilometer der alter Trasse, die in Etappen wieder hergestellt werden soll. Im ersten Abschnitt sollen ca. 6.000 Eichen und rund 3.000 andere Arten wie Hainbuche, Vogelkirsche, Feldahorn und Sträucher wie Schlehe, Weißdorn, Haselnuss, Schneeball oder Grauweide angepflanzt werden. Der Verladebahnhof existiert noch weitestgehend im Originalzustand, ebenso wie mehrere hinterlassene, bundeswehreigene, Flachwagen.